# Lissonota brunnea
Lissonota brunnea là một loài tò vò trong họ Ichneumonidae.